# Panelus kubotai
Panelus kubotai är en skalbaggsart som beskrevs av Kawahara, Inagaki och Teruo Ochi 2007. Panelus kubotai ingår i släktet Panelus och familjen bladhorningar. Inga underarter finns listade i Catalogue of Life.